# Dicranophragma brevifurcum
Dicranophragma brevifurcum là một loài ruồi trong họ Limoniidae. Chúng phân bố ở miền Tân bắc.